# Darío Velásquez Gaviria
Darío Velásquez Gaviria (Fredonia, Antioquia, 1927-Bogotá, 7 de noviembre de 1985) fue un abogado y jurista colombiano, que murió siendo Magistrado de la Corte Suprema de Justicia, Sala Penal, el 7 de noviembre de 1985 durante la Toma del Palacio de Justicia perpetrada por la guerrilla Movimiento 19 de abril (M-19).

## Biografía
Nació en Fredonia (Antioquia). Egresado de la Universidad Pontificia Bolivariana de la que fue decano entre 1969 y 1970. Se desempeñó como Director Nacional de Instrucción Criminal.
Fue profesor de la Universidad Externado de Colombia.

## Homenajes
El Centro de Conciliación y Arbitraje de la Universidad Pontificia Bolivariana lleva su nombre.